# Salpinga ciliata
Salpinga ciliata là một loài thực vật có hoa trong họ Mua. Loài này được Pilg. miêu tả khoa học đầu tiên năm 1905.